# Yu-Gi-Oh! VRAINS
Yu-Gi-Oh! VRAINS (遊☆戯☆王VRAINS; Yú-Gi-Ó Vureinzu, ’Yu-Gi-Oh! VRAINS’) a hatodik Yu-Gi-Oh! animesorozat és az ötödik spin-off Yu-Gi-Oh! animesorozat. A Yu-Gi-Oh! VRAINS-t eredetileg 2017 áprilisában tervezték megjeleníteni, azonban 2017 májusára késleltették a sorozat megjelenését. Az anime főszereplője Fudzsiki Júszaku.
A TV Tokyo fogja vetíteni. A Yu-Gi-Oh! VRAINS-ben bemutatásra kerülnek a Link Szörnyek és a Link Idézés.